# Kristina Ohlsson
Kristina Ohlsson (Kristianstad, 2 de março de 1979) é uma cientista política sueca e escritora premiada.

## Biografia
Kristina Ohlsson nasceu em Kristianstad, no sul da Suécia, e hoje vive em Estocolmo. É cientista política, ex-analista estratégica de segurança da Polícia Nacional da Suécia.
Ela cresceu em Kristianstad e depois mudou-se para Gotemburgo, onde estudou Ciências Políticas. Em seguida, ela obteve um mestrado em ciências políticas e gerenciamento de crises pela Universidade Sueca em Estocolmo. Ohlsson trabalhou como Oficial de Combate ao Terrorismo na Organização para Segurança e Cooperação na Europa; trabalhou também para o Serviço de Segurança Sueco, para o Ministério Sueco dos Negócios Estrangeiros e para o Colégio de Defesa Nacional Sueco.

## Obras

### Série Fredrika Bergman
- Askungar (2009)
- Tusenskönor (2010) Silenciadas (Vestigio, 2016)
- Änglavakter (2011) Desaparecidas (Vestigio, 2017)
- Paradisoffer (2012) Indesejadas (Vestigio, 2014)
- Davidsstjärnor (2013)
- Syndafloder (2017)

### Série Martin Brenner
- Lotus BLues (2014)
- Mios BLues (2015)